# Kilpisaari
Kilpisaari est une île de l'archipel de Kotka dans le golfe de Finlande en Finlande,.

## Géographie
L'île fait partie du Parc national du Golfe de Finlande oriental.
En bateau du côté finlandais, Kilpisaari est la dernière grande île avant la frontière entre la Finlande et la Russie. 
L'île Haapasaari est située à environ cinq kilomètres à l'ouest de Kilpisaari.
La longueur de Kilpisaari du nord au sud est d'environ 1,2 kilomètre et d'est en ouest d'environ 1,1 kilomètre.
La nature de l'île est variée et plus riche que celle des petites îles rocheuses voisines. La partie nord a une végétation luxuriante. 
La forêt est principalement constituée de vieux pins. 
On peut accoster à Kilpisari sur la haute plage rocheuse du coin nord-est de l'île, où se trouvent les vestiges d'une ancienne jetée en béton et des boucles d'ancrage. 
Par beau temps, du plus haut rocher du coin nord-est de l'ile, on peut apercevoir les silhouettes de Suursaari, Someri et Narvi, les îles russes les plus proches.